# Alchemilla crenulata
Alchemilla crenulata är en rosväxtart som beskrevs av S. Fröhner. Alchemilla crenulata ingår i släktet daggkåpor, och familjen rosväxter. Inga underarter finns listade i Catalogue of Life.